# Vilafant
Vilafant è un comune spagnolo di 4 303 abitanti situato nella comunità autonoma della Catalogna.